# Elise Popovici
Elise Popovici Goia (ur. 11 maja 1921 w Suczawie, zm. 25 lipca 2011) – rumuńska kompozytorka, pianistka, dyrygentka, wykładowczyni.

## Życiorys
Uczyła się u Augusta Karneta w Suczawie w latach 1928–1940. Studiowała grę na fortepianie u Elisy Ciolan, a dyrygentury orkiestralnej i chóralnej u Antonina Ciolana w konserwatorium w Jassach. Uczyła się tamże również u Constantina Georgescu i Georga Pascu do czasu ukończenia konserwatorium w 1947 roku. Zaczęła koncertować w 1944 roku. Pracowała jako badaczka w Institutul de Etnografie și Folclor „Constantin Brăiloiu” w Bukareszcie w 1949 roku. Następnie wykładała harmonię, kontrapunkt i grę na fortepianie w konserwatorium im. Georga Enescu w Jassach. W latach 1961–1985 była tamże zatrudniona na stanowisku wykładowcy.
Pracowała jako pianistka w Rumuńskiej Operze Narodowej, zajmowała się także dyrygenturą.

## Twórczość
Jej kompozycje wykazywały silny wpływ tradycji rumuńskiej muzyki ludowej. Wybrane kompozycje:
- 2 symfonie[2]
- liczne utwory wokalne, fortepianowe[2]
- muzyka kameralna[2]
- utwory dla teatru kukiełek[2]